# Urnaloricus
Famille
Genre
Urnaloricus est un genre de loricifères, le seul de la famille des Urnaloricidae.

## Liste des espèces
- Urnaloricus gadi Heiner & Kristensen, 2009
- Urnaloricus ibenae Neves, Kristensen, Rohal, Thistle & Sørensen, 2018

## Publication originale
- Heiner & Kristensen, 2009 : Urnaloricus gadi nov. gen. et nov. sp. (Loricifera, Urnaloricidae nov. fam.), an aberrant Loricifera with a viviparous pedogenetic life cycle. Journal of morphology, vol. 270, no 2, p. 129-153.